# Souvenir d'Italie (brano musicale)
Souvenir d'Italie è un brano musicale composto da Lelio Luttazzi con testi di Giulio Scarnicci e Renzo Tarabusi. Il brano fu inciso da Jula de Palma  che pubblicò il brano nel 1955, su 78 giri come lato A di Arrivederci Roma con l'orchestra diretta da Gianni Ferrio